# Aspartato transaminasi
L'aspartato transaminasi (AST) è un enzima appartenente alla classe delle transferasi. È conosciuto anche come aspartato aminotransferasi (ASAT) o col suo vecchio nome inglese Serum Glutamic Oxaloacetic Transaminase (SGOT o GOT). L'enzima catalizza la seguente reazione:
L-aspartato + α-chetoglutarato ⇌ ossalacetato + L-glutammato

## Storia
L'aspartato transaminasi venne caratterizzata per la prima volta intorno al 1954 dal chimico americano Arthur Karmen e dai suoi colleghi.

## Funzione
L'enzima catalizza sia la reazione di trasferimento del gruppo amminico ({\displaystyle {\ce {-NH2}}}) dall'aspartato all'α-chetoglutarato a favore della formazione di ossalacetato e glutammato, sia la reazione opposta, a seconda delle concentrazioni relative di reagenti e prodotti.

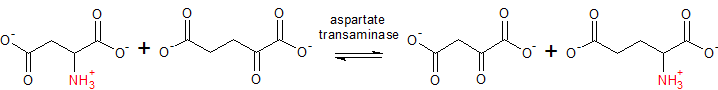
Equilibrio della reazione catalizzata dall'aspartato transaminasi

AST (e tutte le altre aminotransferasi) richiedono il coenzima piridossalfosfato, senza il quale non funzionano. Il coenzima viene convertito in piridossamina nella prima fase della reazione, quando un amminoacido viene convertito in un chetoacido.
Il trasferimento del gruppo amminico catalizzato da questo enzima è cruciale sia nella degradazione degli amminoacidi che nella loro biosintesi. Nella degradazione degli amminoacidi, in seguito alla conversione dell'α-chetoglutarato in glutammato, il glutammato subisce successivamente una deaminazione ossidativa per formare ioni ammonio ({\displaystyle {\ce {NH4+}}}), che vengono escreti come urea. Nella reazione inversa, l'aspartato può essere sintetizzato dall'ossalacetato, che è un intermedio chiave nel ciclo dell'acido citrico. Tali reazioni costituiscono dunque lo shunt dell'aspartato-arginosuccinato dell'acido citrico.
L'AST è abbondante nel fegato, nel cuore, nel muscolo scheletrico, nei reni, nel cervello e nei globuli rossi. L'AST è stato trovato anche in un certo numero di microrganismi, tra cui Escherichia Coli, Haloferax mediterranei, e Thermus thermophilus. In E. coli, l'enzima anche dimostrato di esibire l'attività di un aminoacido transaminasi aromatica utilizzando anche gli amminoacidi aromatici L-tirosina, L-fenilalanina e L-triptofano.

## Struttura
Studi di cristallografia a raggi X hanno determinato quale fosse la struttura tridimensionale di AST. L'enzima è omodimerico, ossia costituito da due subunità identiche, ciascuna formata da circa 400 residui amminoacidici e un peso molecolare di circa 45 kD.
Esistono due isoenzimi di aspartato transaminasi:
- cAST o GOT1, la forma citoplasmatica dell'enzima, che abbonda all'interno dei globuli rossi e nelle cellule cardiache (cAST deriva dall'inglese cytosolic AST). Questo isoenzima lavora prevalentemente con l'equilibrio di reazione spostato verso la formazione di glutammato.
- mAST o GOT2, la forma mitocondriale dell'enzima, che prevale nel fegato e che sposta l'equilibrio verso la formazione di α-chetoglutarato (mAST deriva dall'inglese mitochondrial AST).

Si pensa che questi due isoenzimi si siano evoluti da un AST ancestrale comune tramite un meccanismo di duplicazione genica e che condividano un'omologia di sequenza di circa il 45%.

## Significato clinico
L'AST viene misurato negli esami del sangue per rilevare danni ai tessuti in cui è abbondante (fegato, cuore, muscolo scheletrico, reni, cervello). Quando uno dei tessuti che si servono di AST viene danneggiato infatti, le cellule diventano necrotiche e rilasciano in circolo tutti gli enzimi in esse contenute, tra cui AST stessa. La sua concentrazione plasmatica dipende evidentemente dall'estensione del danno tissutale. Dopo danni severi, i livelli di AST possono alzarsi in 6/10 ore e rimanere alti per circa 4 giorni. Il test sui livelli di AST è svolto solitamente insieme con quello per i valori di alanina transaminasi (ALT).
In maniera del tutto analoga infatti, la concentrazione di ALT viene misurata negli esami ematici per rilevare i danni al fegato. Siccome entrambi gli enzimi sono associati al parenchima epatico, ma uno è molto meno specifico dell'altro, se si ricerca un indicatore specifico di infiammazione epatica si analizzerà la concentrazione sierica di ALT, mentre se si ricercano infiammazioni o malattie che colpiscono altri organi, come infarto miocardico, pancreatite acuta, anemia emolitica acuta, ustioni, malattie renali acute, malattie muscoloscheletriche e traumi si studierà la concentrazione di AST. Anche il loro rapporto (AST/ALT) è comunemente calcolato come biomarcatore per la salute del fegato.
I risultati dei test di laboratorio devono essere sempre interpretati utilizzando l'intervallo di riferimento del laboratorio che ha eseguito il test. Tuttavia, gli intervalli di riferimento tipici per AST sono:
| Tipo di paziente      | Valore (U/L) |
| --------------------- | ------------ |
| Bambini fino a 2 anni | 20 - 75      |
| Donna                 | 0 - 40       |
| Uomo                  | 0 - 40       |

In genere un aumento di due volte il valore massimo di base indica la possibile esistenza di una patologia ostruttiva del fegato, che spesso sarà trattata chirurgicamente., se invece i valori massimi fossero almeno 10 volte quelli di base la diagnosi si orienterebbe sulla possibile presenza di una epatite (sia essa virale o tossica).
Al pari dell'ALT, AST viene utilizzata durante l'uso delle statine, farmaci usati per il controllo delle ipercolesterolemie, e che possono causare necrosi epatica. Sono numerosi i farmaci che possono aumentare i valori di AST: acetaminofene, allopurinolo, clofibrato, codeina, fenotiazine, idralazina, isoniazide, morfina, salicilati, sulfonamidici, verapamil, vitamina A. Al contrario il metronidazolo e la trifluoperazina possono diminuirne i valori).